# Кокс, Перси Захария
Сэр Перси Захария Кокс (англ. Percy Zachariah Cox; 20 ноября 1864 — 20 февраля 1937) — генерал-майор Британской Индийской армии, колониальный администратор. Среди арабов был известен как Коккус.
Перси Захария Кокс родился в 1864 году в деревне Херонгейт английского графства Эссекс, его родителями были Артур Захария и Джулиэн Эмили Кокс. Во время учёбы в школе Хэрроу он проявил интерес к естественной истории, географии и путешествиям. В связи с тем, что он был третьим сыном в семье и потому не мог рассчитывать на значительное наследство, Перси Захария Кокс в феврале 1884 года поступил в Королевское военное училище в Сандхерсте и стал лейтенантом полка Камеронцев. В ноябре 1889 года он был переведён в Бенгальский офицерский корпус. 14 ноября 1899 года он женился на Луизе Белле Гамильтон, дочери генерала медицинской службы сэра Джона Батлера Гамильтона.
Сначала Кокс занимал мелкие административные посты в княжествах Колхапур и Савантвади, а затем был назначен в Британское Сомали, управлявшееся тогда из Индии. В 1894 году он прибыл в Берберу, а в феврале 1895 был произведён в капитаны. В мае 1895 года он возглавил военную экспедицию против разбойников, перекрывших торговые пути и совершавших рейды на побережье, и имея под командованием лишь 52 индийских и сомалийских солдата регулярных войск и 1500 человек местного ополчения за шесть недель разгромил противника. В конце года он стал помощником агента вице-короля в Бароде.
В октябре 1899 года Кокс был назначен политическим агентом в Маскате, унаследовав сложный клубок взаимоотношений между британцами, считавшими данную территорию находящейся под своим политическим влиянием, местным правителем султаном Файсалом, и французами, покровительствовавшими местной работорговле (с которой британцы боролись) и арендовавшими кусок побережья под угольную станцию для своего флота. Кокс сумел ликвидировать французское влияние в регионе, и когда вице-король Индии Кёрзон в 1903 году посетил Маскат, то пришёл к выводу, что Кокс отлично справился со своими делами. В феврале 1902 года Кокс получил звание майора.
В июне 1904 года Кокс был назначен исполняющим обязанности Политического агента в Персидском заливе и генеральным консулом в персидских провинциях Фарс, Лурестан м Хузестан, а также районе Лингах, обосновавшись на персидской стороне Залива в Бушире. Пять лет спустя он был повышен в должности до Резидента, и занимал эту должность до 1914 года, когда он стал секретарём Правительства Индии. Одним из его достижений на этой должности стало заключение в 1913 году британско-османской конвенции, приведшей к образованию в составе Османской империи автономного Кувейта. В феврале 1910 года Кокс был повышен в звании до подполковника.
Вскоре после возвращения в Индию Кокс вновь был послан в Персидский залив в качестве главного политического офицера Индийского экспедиционного корпуса. Во время Первой мировой войны он принял участие в Месопотамской и Палестинской кампаниях, и в 1917 году получил звание почётного генерал-майора. В это время он укрепил свои отношения с правителем Неджда Ибн Саудом, с которым познакомился раньше, будучи Резидентом. После войны он был назначен исполняющим обязанности Посланника в Тегеране и участвовал в переговорах, приведших к заключению Англо-персидского соглашения.
В 1920 году произошло антибританское восстание в Ираке, подавление которого обошлось британским властям в 40 миллионов фунтов стерлингов (что вдвое превысило запланированный для Месопотамии годовой бюджет). В этой ситуации Перси Кокс 1 октября 1920 года стал первым британским Верховным комиссаром в Месопотамии. Он вступил в переговоры с представителями организации «Иракский завет» и достиг с ними соглашения о создании временного национального правительства. Сформированное в октябре 1920 года правительство полностью поддержало английскую политику в Ираке и оказало ему помощь в «умиротворении страны».
В марте 1921 года государственный секретарь по делам колоний Уинстон Черчилль собрал в Каире конференцию британских Верховных комиссаров на Ближнем Востоке. На Каирской конференции Кокс указал на два основных с его точки зрения пункта в британской политике относительно Месопотамии: снижение расходов на управление и выбор правителя для страны. Для решения первого вопроса он предложил немедленно вывести войска из Месопотамии, для решения второго — выбрать кого-нибудь из сыновей шерифа Мекки Хусейна, с которым у британцев во время войны установились особые отношения благодаря данным ему обещаниям. По рекомендации Кокса в качестве правителя для Месопотамии был выбран эмир Фейсал, который 23 августа 1921 года был провозглашён королём Ирака.
Оставаясь на должности Верховного комиссара в королевстве Ирак, Кокс продолжал осуществлять в стране британскую политику. Когда 23 августа 1922 года король Фейсал на несколько недель слёг из-за приступа аппендицита, Кокс взял его обязанности на себя. При участии Кокса был заключён англо-иракский договор 1922 года, главной целью которого было прикрытие мандатного режима видимостью «союзных» отношений: хотя в тексте договора не было слова «мандат», в нём были полностью повторены все его условия, Ирак оставался под полным британским контролем в вопросах обороны, внешней и внутренней политики. Вскоре после подписания этого договора 10 августа 1922 года Кокс использовал свои хорошие отношения с Ибн Саудом для установления иракско-саудовской границ, между Ираком, Кувейтом и Саудовским государством, чтобы в будущем Великобритании не пришлось бы защищать Ирак от Саудидов. 4 мая 1923 года Кокс оставил пост Верховного комиссара в Ираке.
После отставки с поста Верховного комиссара в Ираке Кокс больше не занимал официальных постов, однако был делегатом нескольких конференций. Остаток жизни он посвятил работе Королевского географического общества, президентом которого он был с 1933 по 1936 годы.
Перси Кокс умер в результате падения с лошади во время охоты в Бедфордшире 20 февраля 1937 года. Его единственный сын Дерек погиб на войне в 1918 году, а единственная дочь умерла при рождении.